# Hanwood
Hanwood is een plaats in de Australische deelstaat New South Wales en telt 583 inwoners (2006).